# Robert Milkins
Robert Milkins (Bristol, 6 marzo 1976) è un giocatore di snooker inglese.

## Carriera
L'esordio di Robert Milkins nei tornei ufficiali avviene nel 1996 durante lo UK Championship dello stesso anno. L'inglese esce al secondo turno per mano di Stephen Hendry (9-5), dopo aver battuto 9-3 l'esperto connazionale Neal Foulds. Milkins riesce poi a raggiungere i quarti nello stesso torneo nel 2002. Negli anni successivi Milkins non conquista risultati con continuità: arrivano infatti per lui diversi quarti o semifinali sparsi in molte stagioni. Nel 2011 perde la finale dello Shoot-Out contro Nigel Bond. Milkins riesce a raggiungere le semifinali in diversi tornei importanti come il World Open 2012, l'International Championship 2014 e il Welsh Open 2017.

## Vita privata
Milkins parla molto spesso dei suoi problemi con la sua dipendenza dall'alcool, e i suoi debiti. Ha due figli.

## Ranking[8]
| Stagione  | Ranking iniziale | Ranking finale |
| --------- | ---------------- | -------------- |
| 1995-1996 | Non classificato | 231            |
| 1996-1997 | 231              | 91             |
| 1997-1998 | 91               | 99             |
| 1998-1999 | 99               | 100            |
| 1999-2000 | 100              | 75             |
| 2000-2001 | 75               | 54             |
| 2001-2002 | 54               | 33             |
| 2002-2003 | 33               | 21             |
| 2003-2004 | 21               | 28             |
| 2004-2005 | 28               | 26             |
| 2005-2006 | 26               | 32             |
| 2006-2007 | 32               | 47             |
| 2007-2008 | 47               | 51             |
| 2008-2009 | 51               | 55             |
| 2009-2010 | 55               | 36             |
| 2010-2011 | 36               | 33             |
| 2011-2012 | 33               | 36             |
| 2012-2013 | 36               | 18             |
| 2013-2014 | 18               | 16             |
| 2014-2015 | 20               | 16             |
| 2015-2016 | 16               | 21             |
| 2016-2017 | 21               | 35             |
| 2017-2018 | 35               | 35             |
| 2018-2019 | 35               | 36             |
| 2019-2020 | 36               | 49             |
| 2020-2021 | 49               |                |

### Break Massimi da 147: 2[9]
| N° | Anno | Competizione                       | Avversario   | Note   |
| -- | ---- | ---------------------------------- | ------------ | ------ |
| 1  | 2006 | Campionato mondiale Qualificazioni | Mark Selby   | [ 10 ] |
| 2  | 2012 | Campionato mondiale Qualificazioni | Xiao Guodong | [ 11 ] |

## Tornei vinti

### Titoli Ranking: 1
| Titoli Ranking | Titoli Ranking | Titoli Ranking | Titoli Ranking |
| -------------- | -------------- | -------------- | -------------- |
| Competizione   | Anno           | Avversario     | Note           |
| Gibraltar Open | 2022           | Kyren Wilson   | [ 12 ]         |

### Titoli Non-Ranking: 1
| Titoli Non-Ranking     | Titoli Non-Ranking | Titoli Non-Ranking | Titoli Non-Ranking |
| ---------------------- | ------------------ | ------------------ | ------------------ |
| Competizione           | Anno               | Avversario         | Note               |
| Pro Challenge Series 3 | 2009               | Joe Jogia          | [ 13 ]             |

## Finali perse

### Titoli Non-Ranking: 1
| Titoli Non-Ranking | Titoli Non-Ranking | Titoli Non-Ranking | Titoli Non-Ranking |
| ------------------ | ------------------ | ------------------ | ------------------ |
| Competizione       | Anno               | Avversario         | Note               |
| Shoot-Out          | 2011               | Nigel Bond         | [ 4 ]              |

- European Tour: 1 (Ruhr Open 2014)